# Іон-Роате (комуна)
Іон-Роате (рум. Ion Roată) — комуна у повіті Яломіца в Румунії. До складу комуни входять такі села (дані про населення за 2002 рік):
- Іон-Роате (2284 особи) — адміністративний центр комуни
- Броштень (1442 особи)

Комуна розташована на відстані 60 км на північний схід від Бухареста, 47 км на захід від Слобозії, 129 км на південний захід від Галаца, 143 км на південний схід від Брашова.

## Населення
За даними перепису населення 2002 року у комуні проживали 3726 осіб.
Національний склад населення комуни:
| Національність | Кількість осіб | Відсоток |
| -------------- | -------------- | -------- |
| румуни         | 3720           | 99,8%    |
| цигани         | 2              | 0,1%     |
| німці          | 2              | 0,1%     |
| угорці         | 1              | < 0,1%   |

Рідною мовою назвали:
| Мова      | Кількість осіб | Відсоток |
| --------- | -------------- | -------- |
| румунська | 3722           | 99,9%    |
| німецька  | 2              | 0,1%     |
| циганська | 1              | < 0,1%   |

Склад населення комуни за віросповіданням:
| Релігія                             | Кількість осіб | Відсоток |
| ----------------------------------- | -------------- | -------- |
| православні                         | 3717           | 99,8%    |
| греко-католики                      | 4              | 0,1%     |
| лютерани (Аугсбурзького сповідання) | 2              | 0,1%     |
| мусульмани                          | 1              | < 0,1%   |